# فریدریش ویلهلم فون اشتویبن
فریدریش ویلهلم فون اشتویبن (انگلیسی: Friedrich Wilhelm von Steuben؛ ۱۷ سپتامبر ۱۷۳۰ – ۲۸ نوامبر ۱۷۹۴) یک فرد نظامی اهل آلمان بود.